# Милан Ангелов (офицер)
Милан Илчев Ангелов е български офицер (генерал-майор), военен прокурор и съдия, заслужил юрист, доктор на юридическите науки.

## Биография
Роден е на 6 март 1921 г. в бургаското село Драганово. Член е на РМС от 1935 г., на Окръжния комитет на РМС в Бургас, на БОНСС (1940 до 1943), на БКП от 1944 г.
От 31 май 1944 г. е партизанин в партизански отряд „Народен юмрук“, действащ в Бургаско. След убийството на Николай и Яна Лъскови временно оглавява отряда. На 14 октомври 1944 г. е назначен за помощник-командир на 1-ва дружина от 24-ти пехотен полк. На 7 март 1945 г. участва в битката при Драва-Соболч, като е ранен в ръката.
През 1944 – 1945 г. участва като съдия във II състав на Народния съд, после продължава да служи като военен прокурор, става военен съдия през 1952 г. Разпределено му е знаковото за времето дело срещу горяните и е първоинстанционният докладчик. През 1980 г. е преназначен във Върховния съд на Народна република България, председателства военната колегия до 1990 г., когато излиза в запас.
Заместник-председател е на Върховния съд на НРБ в 1986 г. Практикува като адвокат в адвокатски колектив в София до 2009 г.
Носител е на орден „За храброст“, IV ст., 2 кл. Умира в София на 16 февруари 2012 г. Погребан е в Софийските централни гробища.